# Eurozentrismus
Unter Eurozentrismus versteht man die Betrachtung und Einschätzung inner- und außereuropäischer Gesellschaften aus herkömmlicher europäischer Perspektive und gemäß den von Europäern entwickelten Werten und Normen. Diese Wertvorstellungen, Kategorienbildungen und Überzeugungen bilden im Eurozentrismus den Mittelpunkt des Denkens und Handelns.
Doch umfasst der Begriff Eurozentrismus nicht nur das geografische Europa, sondern alle „neoeuropäischen“ industrialisierten Staaten der „Westlichen Welt“ mit Nordamerika und Australien. Eurozentrisches Denken ist seit der Kolonialzeit vielfach die treibende Kraft für den wirtschaftlichen, sozialen und kulturellen Wandel in den meisten Gesellschaften der Welt.

## Gängige Erscheinungsformen von Eurozentrismus
- Ungeachtet alternativer Möglichkeiten erscheint Europa in aller Regel etwa im Mittelfeld von Weltkarten. Als übliche Darstellung der Weltkarte dient die Mercator-Projektion, eine konforme, normalachsige Zylinderprojektion, bei der sich die Meridiane und Breitenkreise rechtwinklig schneiden und als Geraden dargestellt werden.[3] Dadurch erscheinen Regionen wie Europa, Nordamerika und Nordasien, die weiter vom Äquator entfernt sind, überproportional groß. Als Gegenentwurf entwickelte Arno Peters die Peters-Projektion.
- Geographische Bezeichnungen wie „Naher“, „Mittlerer“ und „Ferner Osten“ sind von einer mitteleuropäischen Perspektive bestimmt.
- Der Begriff „Entdeckung Amerikas“ bezieht sich grundsätzlich nur auf Entdecker aus dem europäischen Kulturraum.
- In der Berechnung der Zeitzonen bildet London, das Zentrum des vormaligen British Empire, den Referenzpunkt und der Nullmeridian verläuft ebenfalls durch London.
- Lexika, Schulbücher, Medienfokus, geistes-, kultur- und sozialwissenschaftliche Theorien und anderes mehr beruhen oft auf einer hauptsächlich eurozentrischen Sichtweise und darin angelegten Stereotypen und Vorurteilen.[4]
- Für Krankheitsklassifikationen, technische Bezeichnungen und viele andere wissenschaftliche Fachbegriffe werden weltweit Begriffe verwendet, die aus der lateinischen oder altgriechischen Sprache abgeleitet wurden. Etliche jüngere Schriftsysteme von vormals schriftlosen Kulturen basieren auf dem lateinischen Alphabet.
- Wenn man von Ländern der „Dritten Welt“ spricht oder wenn Begriffe wie „Unterentwicklung“, „Entwicklungsprozesse“ und „Entwicklungshilfe“ fallen, wird meist unterstellt, dass diese Länder sich nach dem Vorbild Europas bzw. nach dem der sogenannten westlichen Welt entwickeln sollten.[5]
- Laut Edward Goldsmith sind die Begriffe Wohlstand, Lebensstandard, Armut, Fortschritt, Wirtschaft, Wachstum oder Kultur – im Zusammenhang mit der Globalisierung der westlichen Lebensweise – im Wesentlichen „eurozentrisch geprägt“.[6]
- Die in Europa verbreitete christliche Jahreszählung wurde durch Kolonialismus und Globalisierung zur weltweit dominanten Zeitrechnung.

## Begriffsgeschichte
Während für Europa bzw. für den Westen von den Bewohnern herkömmlicherweise Kultiviertheit und Zivilisiertheit in Anspruch genommen wurden, betrachtete man andere Weltgegenden oft als „barbarisch“ oder „primitiv“. Als zentrale Merkmale von Zivilisation galten unter anderem Stadtentwicklung, Staatenbildung und Bildungseinrichtungen. Eurozentrismus war dann Ausdruck eines Bewusstseins oder Gefühls von Überlegenheit gegenüber Weltgegenden und ihren Bewohnern, die darüber nicht oder kaum verfügten. Belege für eine solche Einschätzung finden sich unter anderem in alten Enzyklopädien. Zedler schrieb 1741 beispielsweise zum Lemma Europa:

„Obwohl Europa das kleinste unter allen 4 Theilen der Welt ist, so ist es doch um verschiedener Ursachen willen allen übrigen vorzuziehen. […] Es hat an allen Lebensmitteln einen Ueberfluß. Die Einwohner sind von sehr guten Sitten, höflich und sinnreich in Wissenschafften und Handwercken.“

In der Brockhaus Enzyklopädie von 1854 heißt es zum Stichwort Europa, Europa sei seiner

„[…] terrestrischen Gliederung wie seiner kulturhistorischen und politischen Bedeutung nach unbedingt der wichtigste unter den fünf Erdtheilen, über die er in materieller, noch mehr aber in geistiger Beziehung eine höchst einflussreiche Oberherrschaft erlangt hat.“

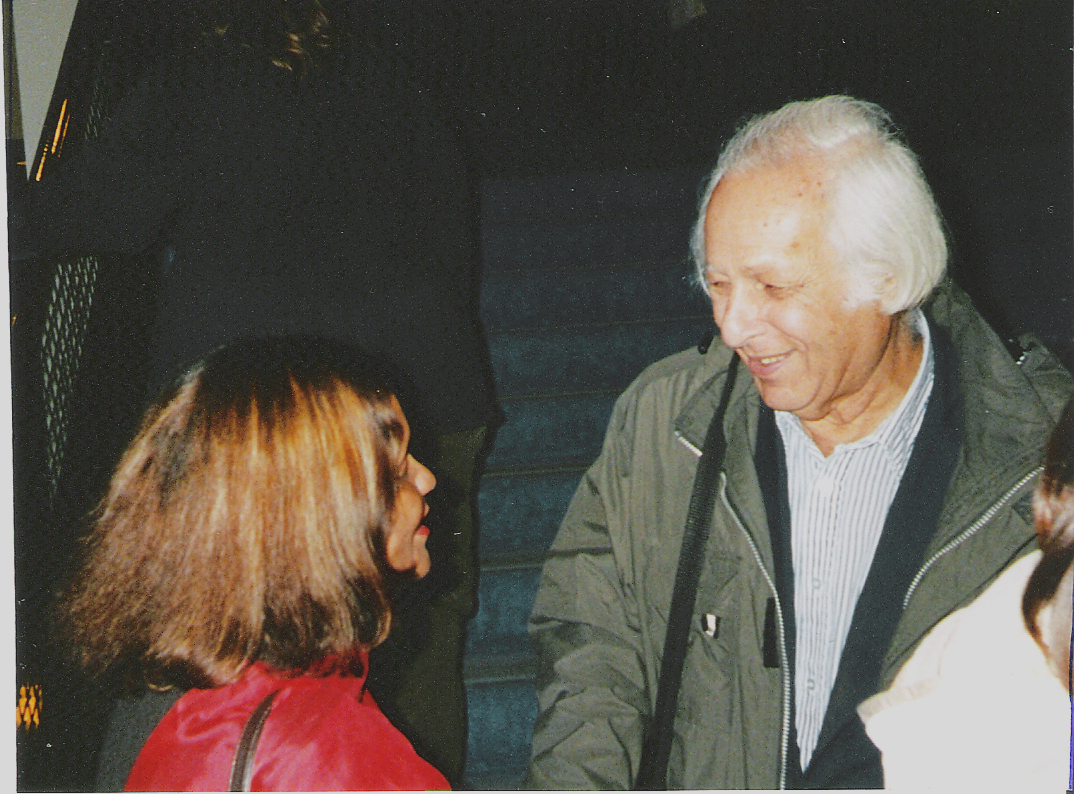
Samir Amin, seit den 1980er Jahren Gewährsmann der Eurozentrismus-Kritik

Ella Shohat und Robert Stam charakterisierten 1994 den eurozentrischen Diskurs als komplex, widersprüchlich und historisch unbeständig. Dementsprechend sind die Quellen – vor allem zur Entstehung des Paradigmas – teilweise uneinig.
Dieter Haller definierte im Jahr 2005 Eurozentrismus wie folgt:

„Von Eurozentrismus spricht man, wenn die europäische Kultur den Bewertungsmaßstab darstellt.“

Samir Amin sieht im Eurozentrismus nicht die spezifische Summe der Vorurteile und Fehler der Europäer im Hinblick auf andere Völker; derartige Vorurteile existierten auch umgekehrt den Europäern gegenüber. Dabei handle es sich um ein verbreitetes kulturelles Phänomen. Doch sei Eurozentrismus mit einem uneingelösten und nur scheinbaren universalistischen Anspruch verbunden, da seine Verfechter nicht nach möglichen allgemeinen Gesetzen der menschlichen Evolution suchten. Darum erscheine ihnen als einzige Lösung der heutigen Probleme, dass alle Völker dem westlichen Modell nacheifern. Eurozentrismus sei keine Gesellschaftstheorie, sondern eine Verzerrung der Sicht auf die Welt, die der Mehrheit der vorherrschenden Gesellschaftstheorien und Ideologien zugrunde liege. Es handle sich somit um ein sehr einflussreiches Paradigma, das aus sich selbst heraus funktioniere und sich oft in Grauzonen scheinbar augenscheinlicher Fakten und gängigen Allgemeinwissens bewege. Laut Karl-Heinz Kohl muss Eurozentrismus jedoch nicht in allen Fällen mit der Bevorzugung der eigenen kulturellen Gewohnheiten einhergehen; stattdessen könne er auch zu ihrem kritischen Infragestellen führen und unter Umständen zur Idealisierung des Fremden.
Kolja Lindner differenziert am Beispiel von Karl Marx vier Dimensionen des Eurozentrismus: einen Ethnozentrismus, der die Überlegenheit westlicher Gesellschaften behauptet (s. u.); einen „orientalistischen“ Blick auf nicht-westliche Weltgegenden (anschließend an Edward Said); ein Entwicklungsdenken, das europäische Geschichte als Vorbild für weltweite Entwicklungen universalisiert; und eine Unterschlagung nicht-westlicher Geschichte bzw. ihres Einflusses auf die Entwicklung Europas (anschließend an Ansätze aus der Globalgeschichte).

## Entwicklungsaspekte eurozentrischer Perspektiven

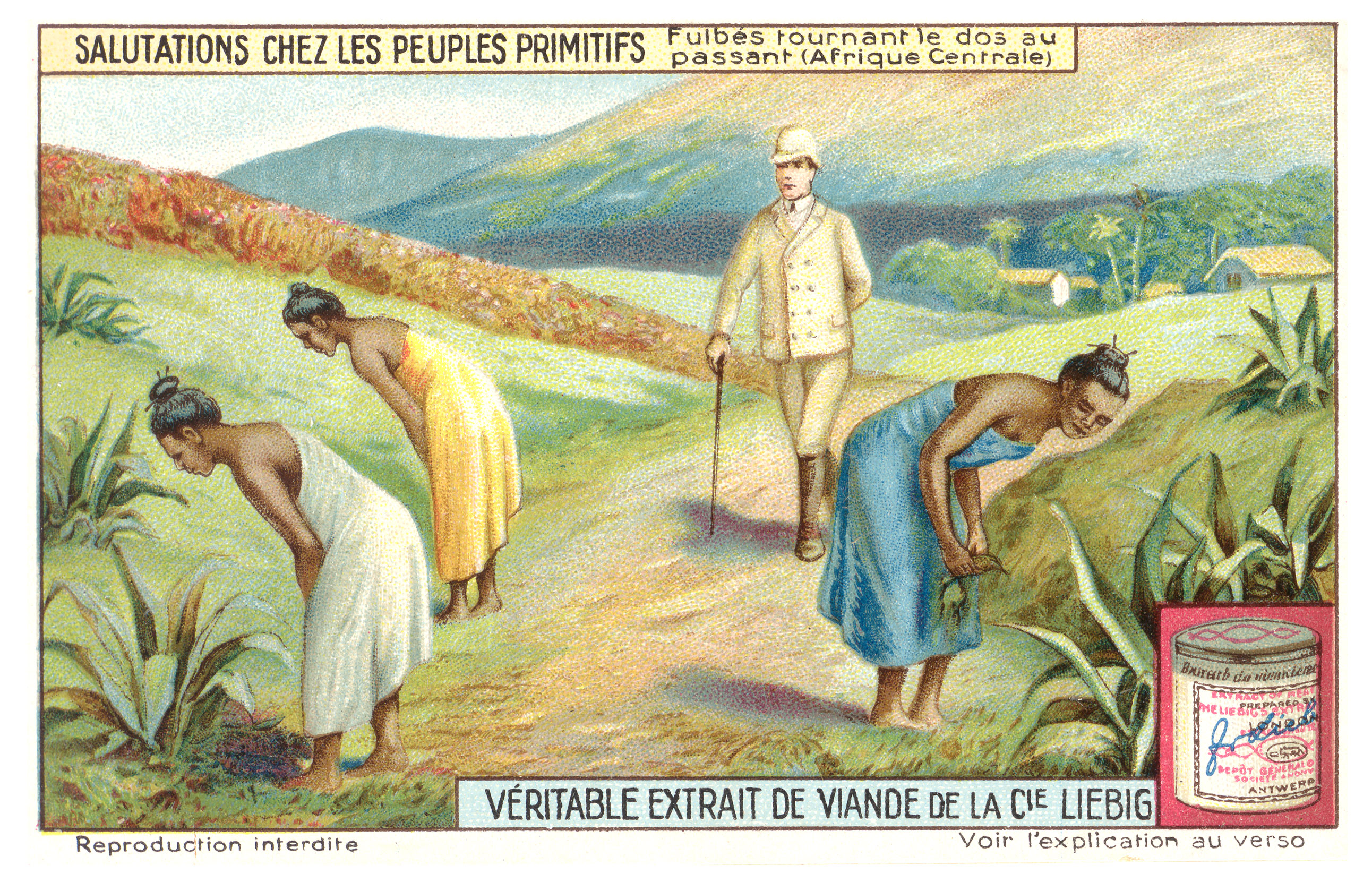
Die gefühlte Allmacht der Kolonialmächte war ein entscheidender Nährboden für die weltweite Verbreitung eurozentrischen Denkens.

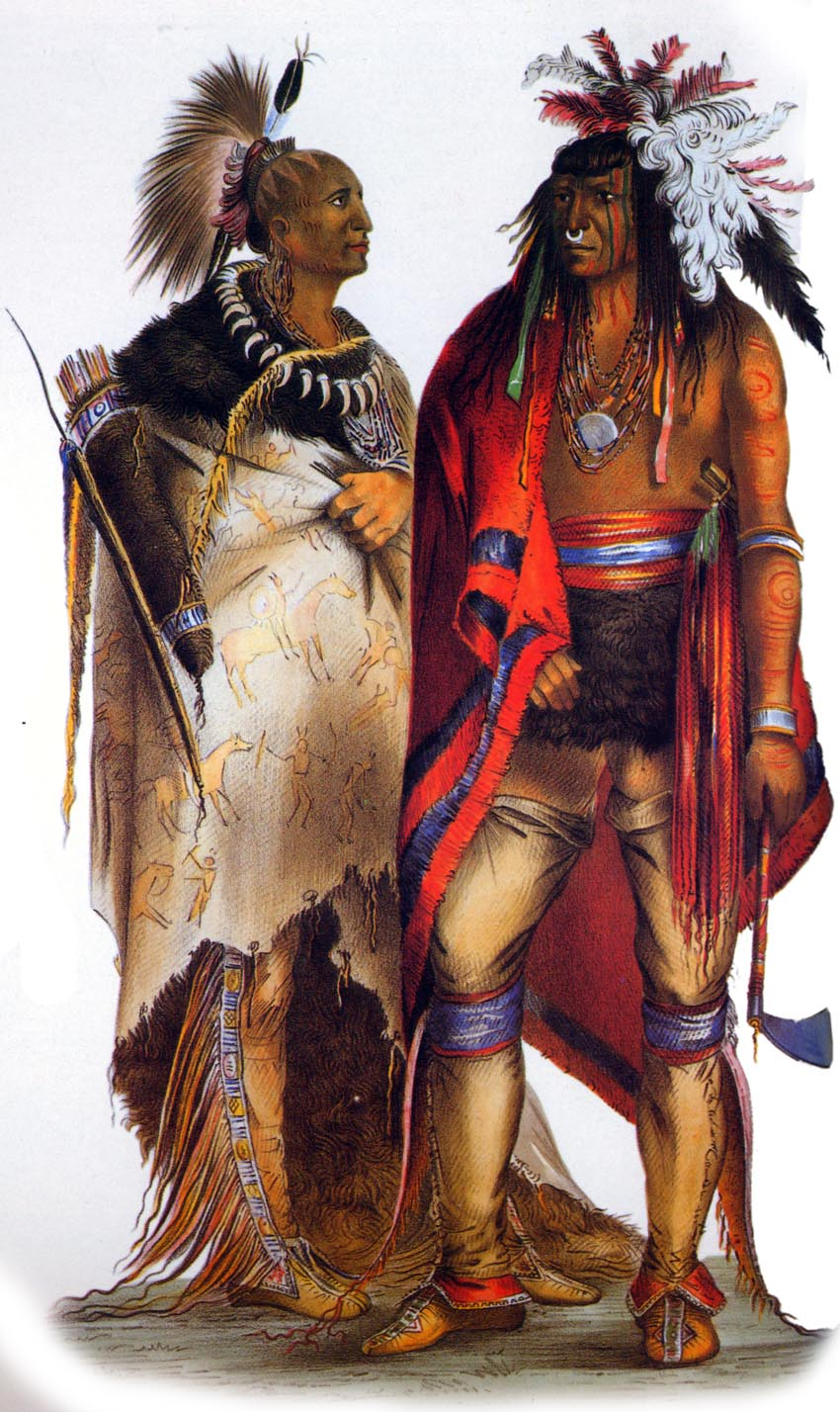
Die Demokratie wird vorwiegend auf die europäischen Kulturen zurückgeführt. Das „Great Law of Peace“ des Irokesenbundes – einer sehr alten demokratischen Verfassung – wird höchstens als Randnotiz erwähnt.

Nach Shohat und Stam ist der eurozentristische Diskurs durch einen linearen historischen Verlauf gekennzeichnet, der von dem als „westlich“ und „demokratisch“ konstruierten klassischen Griechenland über das Römische Reich zu den Metropolen Europas und der Gründung der USA führt. Immer wird Europa als Motor fortschrittlicher Entwicklungen gesehen (z. B. Klassengesellschaft, Feudalismus, Demokratie, Kapitalismus, industrielle Revolution) und über seine besten Errungenschaften und Leistungen in Wissenschaft, Entwicklung und Humanismus definiert.
Kochanek sieht den Eurozentrismus als Resultat eines langen Prozesses. Während der Norden im Alten Testament gleichzeitig als heilig und als dämonisch dargestellt wird – das „Gelobte Land“ steht dem Norden hier als Zentrum gegenüber – und in der griechischen und römischen Antike vor allem die Vorstellung von nördlichen Barbaren vorherrscht, wird dieses Bild in der Zeit der Völkerwanderungen von einem theologisch-anthropologischen Christozentrismus ersetzt, in dem der Norden nicht mehr so stark abgegrenzt und weniger negativ gesehen wird. Im Mittelalter entstand das Bild des christlichen Europas mit nur einzelnen nicht-christlichen Regionen. Mit der Annahme eines christlichen Missionsauftrags sei es zur Ausbildung eines eurozentristischen Selbstverständnisses gekommen; demnach ist der Eurozentrismus laut Kochanek stark vom Christozentrismus beeinflusst.
Blaut bezeichnet Eurozentrismus als das Weltbild der Kolonisatoren („the colonizer’s model of the world“). Auch nach Shohat und Stam entstand Eurozentrismus zunächst als diskursive Grundlage des Kolonialismus, durch den die europäischen Mächte die Hegemonie in weiten Teilen der Welt erlangten. Mit eurozentristischen Perspektiven gehen oft Wahrnehmungsdefizite und Verharmlosungen von Kolonialismus, Sklaverei oder Imperialismus einher.
In eurozentristischer Forschung wird davon ausgegangen, dass das Aufkommen der Moderne allein der Wegbereitung durch die Europäer – ohne Beteiligung von Nicht-Europäern – zuzuschreiben ist. Für Amin ist der Eurozentrismus ein spezifisches Phänomen der Moderne, dessen Wurzeln zwar bis in die Renaissance reichen, dessen Blütezeit aber ins 19. Jahrhundert fällt. Damit wäre er als eine Dimension der Kultur und Ideologie der modernen kapitalistischen Welt zu betrachten.

## Eurozentrismus in den Sozialwissenschaften
Die europäische intellektuelle Tradition der Sozialwissenschaften ist heute die an den Universitäten dominierende. Sie wird somit als Standard gesetzt, und andere Traditionen werden dabei vernachlässigt.
Obwohl in der Soziologie, wie auch in der Sozialpsychologie, davon ausgegangen wird, dass man sein eigenes Selbst und somit auch die eigene Gesellschaft nur durch die Einbeziehung der Betrachtung von außen gänzlich verstehen kann, wird dies laut Hauck in der Wissenschaftspraxis kaum reflektiert.

„Man glaubt, die Charakteristika der eigenen Gesellschaft erkennen zu können, ohne jemals ernsthaft über den eigenen Tellerrand hinaus geschaut zu haben.“

Auch wenn die Sozialwissenschaft eine gesamtgesellschaftliche Analyse in ihre Forschung einbezieht, sieht Hauck die Gefahr einer eurozentristischen Sichtweise. Denn oft wird dann bei der Beschreibung des „Westens“ oder der „Moderne“ eine Abgrenzung zu etwas oder jemand „anderem“ vorgenommen.

„Wir sind X, die anderen Nicht-X (Y oder Z).“

Häufig werde über diesen „anderen“ aber nicht tiefgründig geforscht, stattdessen die eigene Gesellschaft dargestellt, und das Gegenteil wiederum auf ‚die Anderen‘ projiziert. In einigen Theorien und Veröffentlichungen wird laut Hauck zwischen den verschiedenen „anderen“ gar nicht weiter differenziert, wie beispielsweise in der Modernisierungstheorie, wo die „Moderne“ den „traditionellen Gesellschaften“ ohne nähere Unterscheidungen gegenübergestellt wird. Und auch wenn weiter differenziert wird, bedeute das nicht unbedingt eine tiefgehende historische Prüfung der Darstellungen der „anderen“. Bemerkenswerterweise weist auch die Psychologie diese Mängel auf, obwohl die Entstehung, Auswirkung und Eindämmung von kognitiven Schemata, Stereotypen und Vorurteilen wie sie auch den Eurozentrismus prägen, zu ihren zentralen Forschungsthemen gehört.
Eurozentrismus findet sich auch in einigen Evolutionstheorien. Dabei handelt es sich um Theorien, die davon ausgehen, dass der gegenwärtige Zustand der eigenen Gesellschaft Maß und Ziel der anderen Gesellschaften ist (z. B. Comte, Spencer, Stalin, Rostow). Es wird von einer kumulativen Entwicklung ausgegangen, wobei die eigene Gesellschaft stets als die von allen Gesellschaften am höchsten entwickelte angesehen wird.
Die größten Nährboden für Eurozentrismus sieht Hauck im Naturalismus bzw. in dem Hang, die eigenen gesellschaftlichen Verhältnisse zu naturalisieren, was vor allem ökonomischen Theorien oft zu Grunde liege.

„Methodisch erscheint als wichtigstes Einfallstor für den Eurozentrismus in den Sozialwissenschaften die Wissenschaftsauffassung, die Alfred Schütz als „Naturalismus“ charakterisiert und kritisiert hat.“

Dadurch würden Intersubjektivität, Interaktion, Interkommunikation und Sprache als gegeben angesehen und nicht hinterfragt. Handlungsinterpretationen würden demnach nur vor dem eigenen kulturellen Hintergrund vorgenommen, mit dem Risiko, dass die Bedeutungen, die andere Kulturen Handlungen zuschreiben, nicht ausreichend verstanden und fehlinterpretiert werden.
Hauck kommt nach näherem Betrachten der Theorien von Comte, Mill, Pareto und Durkheim zu dem Schluss, aller soziologischer Positivismus sei Naturalismus und somit sehr anfällig für eine unreflektierte eurozentristische Sichtweise.
Der Religionswissenschaftler und interkulturelle Theologe Michael Bergunder schrieb 2020, auch zentralen Allgemeinbegriffen der Religionswissenschaft (insbesondere den Begriffen Religion und Esoterik) sei ein Eurozentrismus inhärent. Diese Allgemeinbegriffe seien von dem Prototyp europäische Geschichte her gebildet. Es gebe ein regionalisiertes Ursprungsdenken. Bergunder plädierte für den genealogischen Ansatz einer globalen Religionsgeschichte, die die gegenwärtige globale Verwendung der Begriffe als Ausgangspunkt der Betrachtung nehme.

## Diskursaspekte zum Eurozentrismus

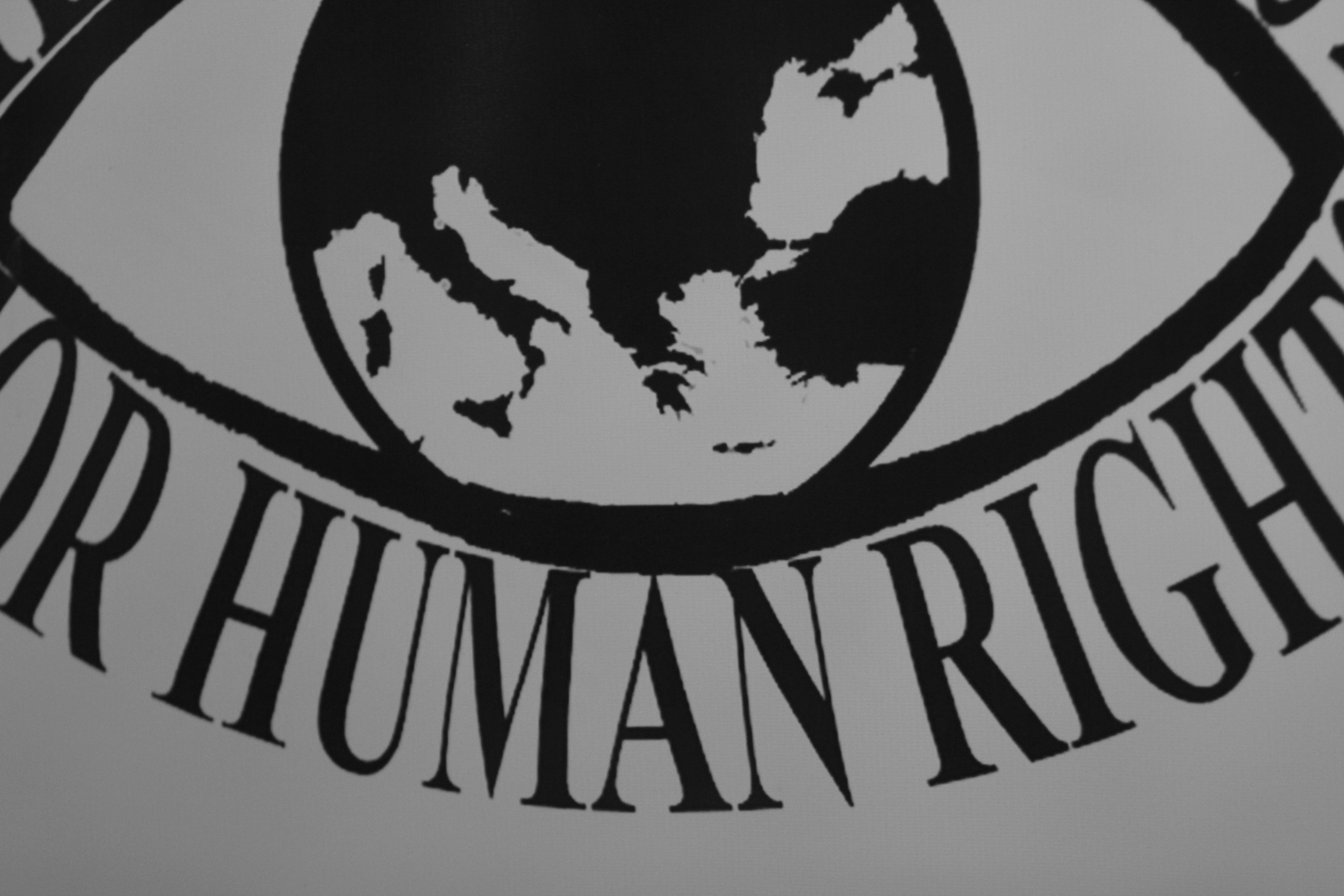
Die Menschenrechte: Historisch eurozentrisch, derzeit jedoch universell gültig

Für Jörn Rüsen gehört es „zu den fundamentalen Einsichten in die Kontextabhängigkeit des historischen Denkens und in die Logik seiner Vernunftansprüche“, sich auf interkulturelle Kommunikation unter dem Vorzeichen der Globalisierung einzustellen. Es gehe nicht mehr an, die westliche Wissenschaftstradition „unbesehen für transkulturell wirksam zu halten.“ Nicht-westliche Traditionen hätten in den letzten Jahrzehnten neue Kontexte des historischen Denkens erschlossen. Rüsen plädiert dafür, „kulturelle Differenz als Inspiration und nicht als Grenze der historischen Erkenntnis“ zur Geltung zu bringen.
Der ägyptische Ökonom Samir Amin hat sich einer umfassenden und grundlegenden Kritik des Eurozentrismus gewidmet. Er betrachtet Eurozentrismus als einen modernen Mythos, der im Wesentlichen anti-universal und herrschaftssichernd motiviert ist. Dabei werde die Rekonstruktion der Geschichte Europas und der Welt im Kontext der ideologischen Konstruktionen des Kapitalismus legitimiert und als vermeintlicher Universalismus dargestellt.
Shohat und Stam setzen sich für einen anti-eurozentristischen Multikulturismus ein. In Unthinking Eurocentrism untersuchen sie, welche Rolle die Medien bei der Reproduktion des Eurozentrismus spielen, aber auch, wie diese genutzt werden können, um dem Eurozentrismus entgegenzuwirken.
Vor allem von afrikanischen, asiatischen und islamischen Autoren wird der Vorwurf des Eurozentrismus der Menschenrechte erhoben, die nicht den Traditionen aller Kulturen entsprächen. Tatsächlich sind die Menschenrechte zuerst in Europa und Nordamerika als Mittel zur Macht- und Herrschaftsbegrenzung entwickelt worden und demnach eurozentrischen Ursprungs. Laut dem Sozialwissenschaftler Dieter Senghaas wurden die Menschenrechte jedoch offensichtlich nicht in die ursprünglichen „Kulturgene“ Europas eingepflanzt, denn der überwiegende Teil europäischer Geschichte zeige keinerlei Sympathien für das, wofür die Menschenrechte stünden. Doch auch gegen die Kritik am Eurozentrismus werden – im Sinne der Ablehnung von Kulturrelativismus – Einwände erhoben, vor allem was die Universalität der Menschenrechte betrifft. Auf die Wendung gegen einen kulturellen Relativismus geht Dipesh Chakrabarty ein. Es gehe nicht darum zu behaupten, dass der Rationalismus der Aufklärung in sich unvernünftig sei; vielmehr solle dokumentiert werden, wie und durch welch historischen Prozess der Eindruck – der schließlich nicht für jeden zu allen Zeiten evident war – erweckt werden konnte, dass die „Vernunft“ der Aufklärung auch weit über den Ort hinaus, an dem sie entwickelt wurde, „offenkundig“ sei.
Eurozentristisches Denken wird unter mehreren Gesichtspunkten kritisiert. Neuere Autoren sehen es teilweise als eine Variante des Ethnozentrismus, der (in diversen Schattierungen) bei allen menschlichen Gesellschaften zu beobachten sei, beispielsweise im Selbstbild des chinesischen Kaiserreichs als „Reich der Mitte“, das sich als überlegener Mittelpunkt der Welt betrachtet und auf die umgebenden „barbarischen Völker“ herabgesehen habe (Sinozentrismus). In dieser Parallelisierung außer Acht gelassen werden allerdings einige konstitutive Merkmale des Eurozentrismus (europäische Expansion, koloniale Penetration, imperialistische Herrschaft, weltweite Dominanz).
Die Forschungen einer Gruppe lateinamerikanischer Wissenschaftler um Enrique Dussel, Walter D. Mignolo und Aníbal Quijano, die als Modernidad/Colonialidad (M/C) bekannt wurde, betrachten Eurozentrismus nicht nur als Ausdruck europäischer Selbstwahrnehmung, sondern als auferlegte Perspektive auch für die Menschen, die den Einflüssen westlicher Hegemonie ausgesetzt sind. Der Eurozentrismus sei mit einem „Mythos der Moderne“ versehen, der ein Anderssein auf gleicher Stufe negiert. Daraus werde die Legitimation abgeleitet, die Entwicklung der als „Primitive“, „Ungebildete“ und „Wilde“ angesehenen Gesellschaften im Sinne eurozentristischer Grundmuster zu beeinflussen.
Eine Überwindung des Eurozentrismus in Forschung und Wissenschaft strebt die Nord-Süd Forschungszusammenarbeit an. Durch eine gleichberechtigte Zusammenarbeit zwischen Forschern aus dem Globalen Süden und dem Globalen Norden sollen unterschiedlichen Perspektiven berücksichtigen werden, um Themen zu erforschen, die stark mit Werten aufgeladen oder mit gegensätzlichen Interessen und Machtansprüchen verbunden sind.

## Verwandte Begriffe und Abgrenzungen

### Ethnozentrismus

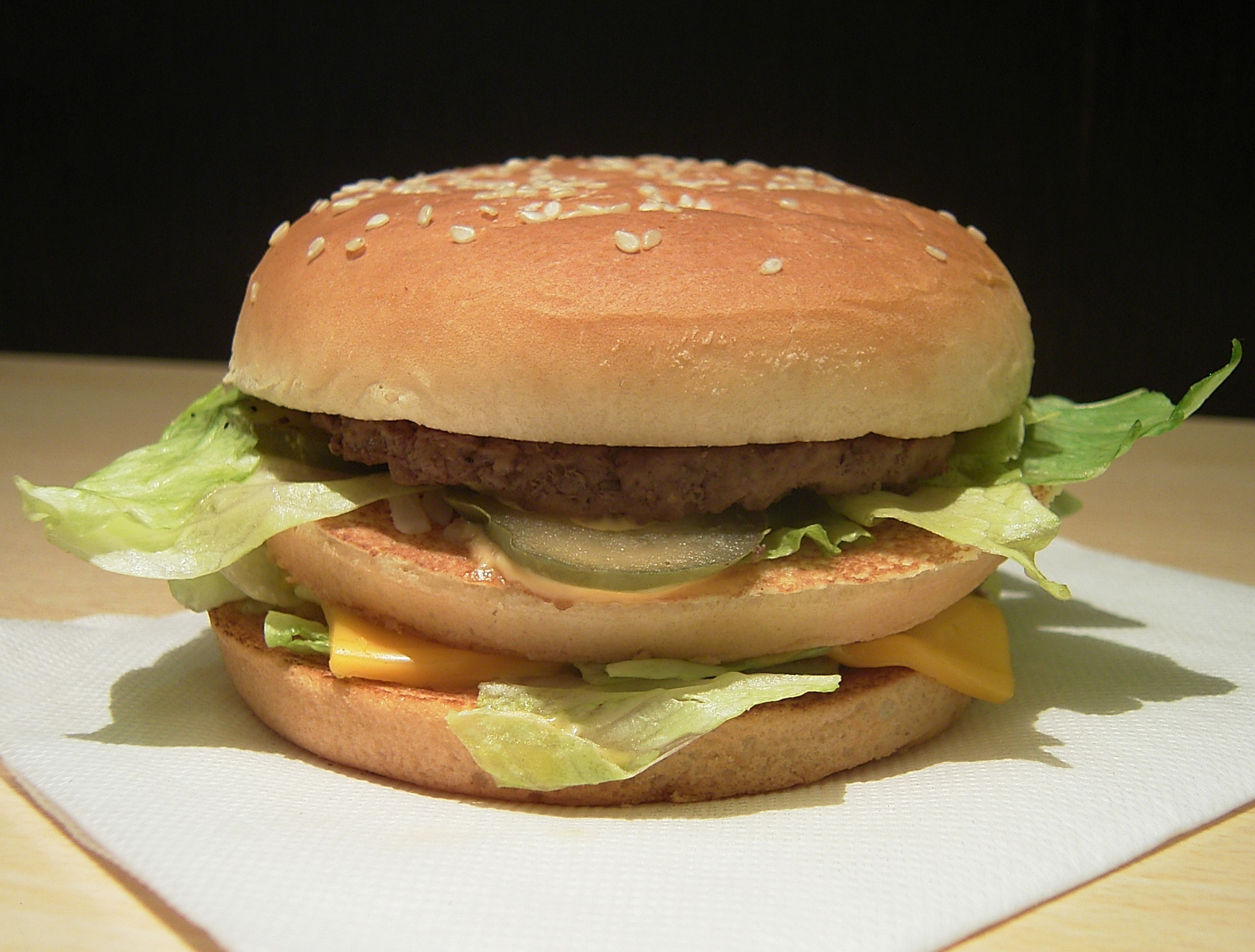
Der Hamburger: Nahrungsmittel einer eurozentrischen Weltkultur?

Eurozentrismus kann als eine spezielle Form des Ethnozentrismus aufgefasst werden. Von Ethnozentrismus spricht man, wenn das Verhalten anderer aus den Traditionen und Werten der eigenen kulturellen Realität heraus interpretiert wird. Dabei wird – unbewusst – die eigene Gruppe durch Zuschreibung positiver und negativer Eigenschaften von „den Anderen“ abgegrenzt. Die eigene Kultur wird meist wie selbstverständlich als besser empfunden. Im Falle des Eurozentrismus umfasst die Gruppenzugehörigkeit nicht eine bestimmte (historisch gewachsene) Kultur, sondern viele verschiedene Kulturen unterschiedlicher Herkünfte, die sich mit der europäischen Kultur identifizieren.

### Weitere Begriffe
Eurozentrismus ist auch mit Nationalismus vergleichbar, der die eigene Nation ins Zentrum stellt; im Falle des deutschen Nationalismus ist auch von „Teutozentrismus“ (auch Germanozentrismus oder Deutschtümelei) die Rede. Eurozentrismus ist nicht zu verwechseln mit Rassismus: Es ist durchaus möglich, antirassistisch eingestellt zu sein und dennoch eine eurozentrische Sichtweise innezuhaben.